# Tayloria mirabilis
Tayloria mirabilis là một loài rêu trong họ Splachnaceae. Loài này được (Cardot) Broth. mô tả khoa học đầu tiên năm 1903.